# ヤドクガエル科
ヤドクガエル科（矢毒蛙科、Dendrobatidae）は、両生綱無尾目に属する科の1つ。

## 分布地域
北アメリカ大陸南部、南アメリカ大陸、ハワイ（オアフ島）

## 形態
ヤドクガエル属の場合最大種アイゾメヤドクガエルでも6cm程と主に小型種で形成される。体色は属によっては鮮やかで後述の毒を保有することによる警戒色とされる。弱毒種でも体色の派手な種が存在するが、これは強毒種に偽装したベイツ型擬態とされる。

### 毒
毒はアルカロイド系の神経毒で、20μgで人間の大人を死に至らしめるという、生物が持つ毒ではパリトキシンに次いで危険とされるバトラコトキシンのほか、ヒストリオニコトキシン、プミリオトキシン等を持つ種がある。
特にバトラコトキシンを備えるフキヤガエル属の3種は最も危険とされ、モウドクフキヤガエル Phyllobates terribilis（皮膚に絶えず毒素を分泌しており、触ることも危険）、ココエフキヤガエル（ココイヤドクガエル） Phyllobates aurotaenia、アシグロフキヤガエル（ヒイロフキヤガエル）  Phyllobates bicolorはこの順に毒が強く、命に関わることもある。ただしこれ以外の種ではそこまで強毒を持つ種は少なく、無毒種もいる。
これらの毒は生息地を同じくするアリやダニ等から摂取して貯蓄もしくは体内で変成される。そのためコオロギやショウジョウバエ等を餌に長期飼育された個体や飼育下繁殖個体では毒を持たないとされる。

## 生態
低地の熱帯雨林から高山の雲霧林等に分布する。
食性は動物食で昆虫類、節足動物等を食べる。
また、同じヤドクガエル科でも、種類によって繁殖形態が多様化しているのも特徴である。ふつうのカエルのように水たまり、沼、川などに産卵するものもいるが、樹洞や着生植物の葉の間などのわずかな水場に産卵するものもいる。このような狭い水環境では幼生（オタマジャクシ）の食べる餌にも事欠いてしまうが、幼生が餌を摂らずにカエルまで成長するもの、メスが産む無精卵を食べて成長するもの、親が卵や幼生を背負って適した水場まで移動するものなど、幼生を成長させるための様々な適応が見られる。

## 分類

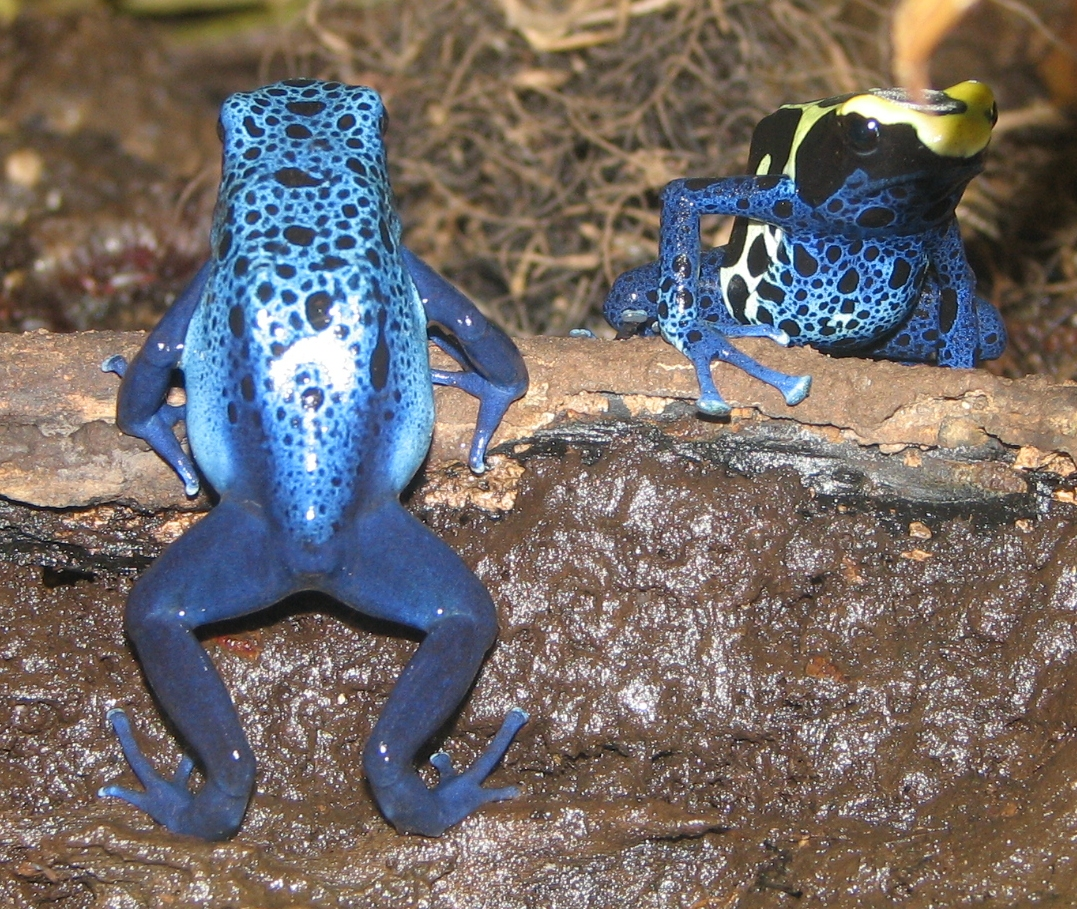
コバルトヤドクガエル（左）とアイゾメヤドクガエル（右）

9属200種以上が知られている。
- Allobates属
- Aromobates属
- コオイガエル属 Colostethus
- Cryptophyllobates属
- ヤドクガエル属　Dendrobates
- Epipedobates属
- Minyobates属
- Mannophryne属
- フキヤガエル属　Phyllobates

## 人間との関係
かつて先住民がフキヤガエル属の内、数種からの毒を抽出し吹き矢に塗って矢毒とし狩猟等に用いたことが名前の由来となっている。
有毒種のため、ペットとしては敬遠されていた。しかし種によっては飼育も易しく、カエルの中でも飼育下での繁殖例も多い。そのため毒を持たない繁殖個体が流通し、派手な体色からペットとしてのヤドクガエルの人気が高まっている。飼育方法は観葉植物や苔を植え込んだテラリウムを維持するといったもので、生物を飼育するより、生物が生息する環境を飼育するといった感に近いものがある。縄張り意識が強い種もいるため、カエルの大きさや数にもよるが、体長6cm以下のカエルのペアに対して60cm規格水槽など、大型のケージが必要とされる。
長期飼育された個体や飼育下繁殖個体は毒を持たないとされるが万が一の可能性もあるためなるべく素手では持たないようにし、万が一素手で触ってしまった場合はすぐに手を洗うようにする。また、カエルにとっても人間の体温は高温過ぎるため、素手での接触は禁忌である。
原産地は北米南部から中南米にかけてであるがハワイ・オアフ島にも害虫駆除の目的で移植され、帰化生物として繁殖している。